# Alex Partridge
Alexander Matthew „Alex“ Partridge (* 25. Januar 1981 in San Francisco) ist ein ehemaliger britischer Ruderer. Er gewann drei Weltmeistertitel sowie je eine olympische Silber- und Bronzemedaille.

## Karriere
Alex Partridge begann 1995 mit dem Rudersport, seit seinem Studium an der Oxford Brookes University ruderte er für den Leander Club.
1998 gewann Partridge bei den Junioren-Weltmeisterschaften die Bronzemedaille im Zweier mit Steuermann, 1999 folgte Silber im Vierer ohne Steuermann. 2001 gewann Partridge mit Bronze im Vierer mit Steuermann seine erste Weltmeisterschaftsmedaille in der Erwachsenenklasse. 2002 wechselte Partridge in den britischen Achter; 2003 gewann er auch hier eine Bronzemedaille bei den Weltmeisterschaften.
In der Weltcupsaison 2004 ruderte Partridge im Vierer ohne Steuermann, der die Regatta in Posen gewann und nach einem fünften Platz in München in Luzern den dritten Platz belegte. Partridge gehörte zusammen mit Matthew Pinsent und Steve Williams in allen drei Regatten zur Crew, während sich auf der vierten Position Ed Coode, Tom Stallard und James Cracknell versuchten. Zusammen mit Pinsent, Williams und Cracknell wurde Partridge für die Olympischen Spiele in Athen nominiert, aber dann stellte man bei ihm einen Lungenkollaps fest. Pinsent, Williams, Coode und Cracknell gewannen die olympische Goldmedaille in einem Boot, das sie nach Alex Partridge benannt hatten.
2005 kehrte Partridge zurück in den ungesteuerten Vierer, die neue Crew mit Steve Williams, Peter Reed, Alex Partridge und Andrew Triggs Hodge gewann alle drei Weltcupregatten und sicherte sich auch den Weltmeistertitel; 2006 konnte die Crew in gleicher Besetzung diesen Vierfacherfolg wiederholen. 2007 siegten die vier Ruderer bei der ersten Weltcupregatta in Linz; für die zweite Weltcupregatta stiegen sie in den Achter um und siegten auch hier. Bei den Weltmeisterschaften starteten die vier Ruderer wieder im Vierer, belegten aber nur den vierten Platz. 2008 startete Partridge als Schlagmann im britischen Achter und erreichte im Weltcup mit je einem ersten, zweiten und dritten Platz dreimal das Siegerpodest; bei den Olympischen Spielen in Peking gewann der britische Achter die Silbermedaille.
2009 kehrte Partridge zurück in den Vierer ohne Steuermann, der mit neuer Crew zwei Weltcupregatten und das Finale bei den Weltmeisterschaften gewann. Auch 2010 gewann die Crew zwei Weltcupregatten und belegte bei der dritten Regatta den dritten Platz, bei den Weltmeisterschaften kam das Boot allerdings nur auf den vierten Platz. 2011 ruderte Partridge wieder im britischen Achter, der bei zwei Weltcupregatten und bei den Weltmeisterschaften den zweiten Platz hinter dem Deutschland-Achter belegte. Zum Abschluss seiner Karriere gewann er mit dem Achter die Bronzemedaille bei den Olympischen Spielen 2012 in London.

## Endkampfplatzierungen

### Olympische Spiele
- 2008: 2. Platz im Achter (Alex Partridge, Tom Stallard, Tom Lucy, Richard Egington, Josh West, Matt Langridge, Alastair Heathcote, Colin Smith und Steuermann Acer Nethercott)
- 2012: 3. Platz im Achter (Alex Partridge, James Foad, Tom Ransley, Richard Egington, Mohamed Sbihi, Greg Searle, Matt Langridge, Constantine Louloudis und Steuermann Phelan Hill)

### Weltmeisterschaften
- 2001: 3. Platz im Vierer mit (Chris Martin, Henry Adams, Alex Partridge, Dan Ouseley und Steuermann Peter Rudge)
- 2002: 6. Platz im Achter (Alex Partridge, Dan Ouseley, Jonathan Devlin, Andrew Triggs Hodge, Ben Burch, Phil Simmons, Robin Bourne-Taylor, Joe von Maltzahn und Peter Rudge)
- 2003: 3. Platz im Achter (Alex Partridge, Dan Ouseley, Jonathan Devlin, Andrew Triggs Hodge, Ed Coode, Phil Simmons, Robin Bourne-Taylor, Tom James und Steuermann Christian Cormack)
- 2005: 1. Platz im Vierer ohne (Steve Williams, Peter Reed, Alex Partridge und Andrew Triggs Hodge)
- 2006: 1. Platz im Vierer ohne (Steve Williams, Peter Reed, Alex Partridge und Andrew Triggs Hodge)
- 2007: 4. Platz im Vierer ohne (Steve Williams, Peter Reed, Alex Partridge und Andrew Triggs Hodge)
- 2009: 1. Platz im Vierer ohne (Alex Partridge, Richard Egington, Alex Gregory und Matt Langridge)
- 2010: 4. Platz im Vierer ohne (Alex Partridge, Richard Egington, Alex Gregory und Matt Langridge)
- 2011: 2. Platz im Achter (Nathaniel Reilly-O’Donnell, Cameron Nichol, James Foad, Alex Partridge, Mohamed Sbihi, Greg Searle, Tom Ransley, Daniel Ritchie und Steuermann Phelan Hill)